# Rubirizi (district)
Le district de Rubirizi est un district du sud-ouest de l'Ouganda. Sa capitale est Rubirizi (en).

## Histoire
Ce district a été créé en 2010 par séparation de celui de Bushenyi.